# Kim Bảng, Nghệ An
Kim Bảng là một xã thuộc tỉnh Nghệ An, Việt Nam. Xã được hình thành trên cơ sở sáp nhập các xã Thanh Hà, Thanh Thủy và Kim Bảng của huyện Thanh Chương trong đợt Sáp nhập tỉnh thành Việt Nam 2025.

## Địa lý
Xã Kim Bảng có vị trí địa lý:
- Phía Đông giáp xã Xuân Lâm và xã Bích Hào;
- Phía Nam giáp xã Bích Hào, tỉnh Hà Tĩnh và nước CHDCND Lào;
- Phía Tây giáp xã Sơn Lâm và nước CHDCND Lào;
- Phía Bắc giáp xã Hoa Quân.

Xã Kim Bảng có diện tích tự nhiên 183,26 km².

## Hành chính và tên gọi
Xã Kim Bảng được thành lập theo Nghị quyết số 1678/NQ-UBTVQH15 của Ủy ban Thường vụ Quốc hội Việt Nam, ban hành ngày 16 tháng 6 năm 2025. Theo đó, sắp xếp toàn bộ diện tích tự nhiên, quy mô dân số của các xã Thanh Hà, Thanh Thủy và Kim Bảng thuộc huyện Thanh Chương trước đây thành một xã mới có tên gọi là xã Kim Bảng.
Sau sắp xếp xã có diện tích tự nhiên: 183,26 km², quy mô dân số: 27.936 người.